# Ranunculus suksdorfii
Ranunculus suksdorfii är en ranunkelväxtart som beskrevs av Asa Gray. Ranunculus suksdorfii ingår i släktet ranunkler, och familjen ranunkelväxter. Inga underarter finns listade i Catalogue of Life.